# Lista de almanaques
Esta página fornece uma lista de vários almanaques. Note-se que Almanaque também pode ser escrito almanack, e algumas das publicações listadas utilizam esta forma.

## Wikipedia-tipo almanaque de dados
- Lista de tabelas de referência

## Almanaques impressos
- Canadian Almanac & Directory, Grey House Publishing Canada, um recurso abrangente[1]
- Canadian Global Almanac (1992–2005), um livro de fatos sobre o Canadá e do mundo
- Deventer Almanak
- Encyclopædia Britannica Almanaque (não o Anuário, que é uma atualização anual para a enciclopédia multi-volume; o almanaque é uma publicação independente)
- Enkhuizer Almanak
- Farmers' Almanac (1818–presente)
- Kalnirnay  – maior almanaque anual publicado do mundo (1973–presente)  [2]
- The New York Times Almanac
- Nieropper Almanak
- O Verdadeiro Almanaque Borda D'Água (1929–presente)
- Old Farmer's Almanac (1792–presente)
- Schott's Almanac
- TIME Almanac with Information Please, formerly Information Please Almanac (1947–presente)
- Wall Street Journal Almanac (1998[3] e 1999[4])
- Whitaker's Almanack (1868–presente)
- The World Almanac and Book of Facts (1868–1876, 1886–presente)

## Almanaques online
- American Almanac, a traditional almanac presented as a mobile app[5]
- Canadian Almanac & Directory, Grey House Publishing Canada, an online searchable database[6]
- CIA World Factbook [7]
- Information, Please! [8]
- Sri Lanka Almanac Vidhyuth Koshaya [9]

## Almanaques com finalidade específica
- The Almanac for Farmers & City Folk
- Almanach cracoviense ad annum 1474 (1473)
- Baer's Agricultural Almanac (1825–presente)
- Blum's Farmer's and Planter's Almanac (1828-presente)
- Grier's Almanac (1807–presente)
- Harris' Farmer's Almanac (1692-presente)
- J. Gruber's Hagerstown Town & Country Almanack (1797–presente)
- Jewish Year Book (1896–presente)
- Old Moore's Almanack (1699–presente)
- Places Rated Almanac (1982–presente)
- Poor Richard's Almanack (1733–1758)
- Thackers Indian Directory (1864–1960)
- Wisden Cricketers' Almanack (1864–presente)
- Your Name Almanac (1934–presente)
- Almanaque Barbanera (1762-presente)

## Almanaques astronômicos
- Air Almanac [10]
- Astronomical Almanac
- Astronomical Phenomena [11]
- The Astronomical Pocket Diary (1987–present)
- Multiyear Interactive Computer Almanac [12]
- The Nautical Almanac (1767–presente sob vários títulos; preparado por U.S. Naval Observatory e Her Majesty's Nautical Almanac Office desde 1958)
- Star Almanac for Land Surveyors [13]

## Almanaque astrológico
- Panjika: name of a number of Jyotisha almanacs:
  - Vishuddha Siddhanta Panjika
  - Gupta Press Panjika [14]
- Raphael's Ephemeris, W. Foulsham & Company Limited

## Almanaques ficcionais
- Ankh-Morpork Almanack and Book of Days, a partir de vários Discworld romances (a versão foi publicada como The Discworld Almanak)
- Gray's Sports Almanac, destaque em Back to the Future Part II
- Klepp's Almenak, um guia de viagem para as ilhas do Abarat de The Books of Abarat romances de Clive Barker

## Calculadoras almanaque
- Kanippayyur Shankaran Namboodiripad
- Jacob de Gelder
- Isaac Haringhuysen
- Dirck Jansz van Dam
- J. van Dam
- Jan Albertsz van Dam
- Meyndert van Dam
- Dirck Rembrantsz van Nierop
- Pieter Rembrantsz van Nierop
- Mattheus van Nispen